# غيشو (مقاطعة فارياب)
غيشو (بالفارسية: گیشو) هي قرية تقع في البلدة المركزية في إيران. يقدر عدد سكانها بـ 44 نسمة بحسب إحصاء 2016.